# Journey into Fear (película)
Journey into Fear (en español Jornada de terror, conocida también como Estambul), es una película policiaca y de suspenso protagonizada por Joseph Cotten, Dolores del Río y Orson Welles y basada en la novela homónima de Eric Ambler. Empezó a ser dirigida por Orson Welles, quien acabó siendo sustituido por Norman Foster. Filmada en 1941, su estreno en Estados Unidos tuvo lugar el 12 de febrero de 1943.

## Argumento
El ingeniero estadounidense Howard Graham (Joseph Cotten) es enviado por cuestiones de trabajo a Estambul, y en un club nocturno se ve atraído por la bailarina Josette Martel (Dolores del Río). Durante un número de magia, el mago es asesinado en su lugar.
Cuando el coronel Haki (Orson Welles), de la policía de Ataturk, abre una investigación, informa a Graham de que su misión comercial es clave para la modernización de la marina de guerra turca y que los nazis han encargado a un asesino profesional, Peter Banat (Jack Moss), que le mate. Haki organiza para Graham un pasaje, supuestamente secreto, en un carguero por el mar Negro. Entre sus compañeros de viaje se encuentran Josette y su empresario-amante, Gogo Martel (Jack Durant), un agente turco con falsa identidad, un jefe nazi y Banat. Incapaz de convencer al capitán (que no habla inglés y está borracho) para dar la vuelta, Graham se encuentra atrapado a bordo de la nave, sin saber en quién confiar.
Cuando el barco llega a Batumi (Georgia), Banat y sus compinches introducen a Graham en un coche para asesinarlo. Un pinchazo fortuito obliga a una parada en una calle llena de gente, circunstancia que Graham aprovecha para escapar. Bajo una tormenta llega hasta el hotel donde su esposa Stephanie (Ruth Warrick) le espera, pero también sus enemigos. Graham huye por la ventana y, en las cornisas del hotel, tiene lugar un tiroteo entre los nazis y el coronel Haki, que ha llegado para ayudar a Graham, con el resultado de que los villanos caen al vacío bajo la lluvia.

## Reparto
- Joseph Cotten como Howard Graham.
- Dolores del Río como Josette Martel.
- Ruth Warrick como Stephanie Graham.
- Agnes Moorehead como Mrs. Mathews
- Jack Durant como Gogo Martel.
- Everett Sloane como Kopeikin.
- Eustace Wyatt como Profesor Haller.
- Frank Readick como Matthews.
- Edgar Barrier como Kuvetli.
- Jack Moss como Peter Banat.
- Stefan Schnabel como Purser.
- Hans Conried como Oo Lang Sang, el mago.
- Robert Meltzer como Steward.
- Richard Bennett como capitán del barco.
- Orson Welles como Coronel Haki.

## Producción
La película fue dirigida por Norman Foster, pero muchos han especulado con que el director original fuese Orson Welles. Welles dijo a Peter Bogdanovich que tenía prisa para completar sus escenas antes de partir hacia Brasil para filmar otra película It's all true, por lo que designó a su amigo Foster como director.
Welles produjo y diseñó la cinta, además de escribir el guion junto a Joseph Cotten. La principal contribución de Welles fue como productor.¸
Esta cinta fue la última realizada de manera continua en Hollywood por la actriz mexicana Dolores del Río, antes de volver a su país a integrarse a su industria fílmica. Dolores volvió a Hollywood en 1947.